# Emily Bremers
Emily Bremers (Nijmegen, 21 april 1970) is een Nederlandse vrouw die landelijke bekendheid kreeg omdat zij van 1994 tot 1998 een liefdesrelatie had met toenmalig kroonprins Willem-Alexander der Nederlanden. Het toneelstuk Emily, of het geheim van Huis ten Bosch is naar haar vernoemd. 

## Biografie
De rooms-katholieke Bremers doorliep het Stedelijk Gymnasium Nijmegen en studeerde rechten aan de Rijksuniversiteit Leiden, waar Willem-Alexander geschiedenis studeerde. Zij leerden elkaar in 1994 kennen. In januari 1995 werd de relatie landelijk bekend toen beiden betrokken raakten bij een verkeersongeval op weg naar een gezamenlijke skivakantie. In 1998 was Bremers als vriendin van Willem-Alexander aanwezig op het bal ter gelegenheid van de zestigste verjaardag van Alexanders moeder koningin Beatrix. In mei 1998 was zij aanwezig bij het huwelijk van Alexanders volle neef prins Maurits van Oranje-Nassau, van Vollenhoven en Marilène van den Broek in Apeldoorn.

## Toneelstuk
In 1996 werd Bremers het onderwerp van het toneelstuk Emily, of het geheim van Huis ten Bosch van Ger Beukenkamp, Mark Walraven en Dick van den Heuvel, dat werd opgevoerd door Toneelgroep Toetssteen, ondanks tegenstand uit het Koninklijk Huis. Het dreigement van staatssecretaris Nuis dat de toneelgroep haar subsidie zou verliezen had niet geholpen.

## Einde relatie
In september 1998 vertelde de echtgenote van oud-minister Hans van den Broek en schoonmoeder van prins Maurits aan NRC-redacteur Willebrord Nieuwenhuis dat de relatie ten einde was gekomen. Dagblad De Telegraaf, geïnformeerd door Nieuwenhuis, had de scoop en meldde op de voorpagina met grote chocoladeletters op 24 september 1998: "Het is uit". Bremers trouwde op 8 november 2002 met een gemeenschappelijke vriend van haar en Willem-Alexander en kreeg met hem twee kinderen. In 2014 is ze gescheiden.
- Gemeinsame Normdatei: 122622936
- International Standard Name Identifier: 0000 0000 1245 5177
- Nederlandse Thesaurus van Auteursnamen: 188199489
- Virtual International Authority File: 59970537
- WorldCat: E39PBJcgwpJdyQx7VpjXCRbKh3